# Merogregarina amaroucii
Merogregarina amaroucii is een soort in de taxonomische indeling van de Myzozoa, een stam van microscopische parasitaire dieren. Het organisme komt uit het geslacht Merogregarina en behoort tot de familie Selenidioididae. Merogregarina amaroucii werd in 1908 ontdekt door Porter.